# Spalangiopelta
Spalangiopelta (лат.) — род паразитических наездников из семейства Ceidae (Chalcidoidea). До 2022 года в составе подсемейства Ceinae из семейства Pteromalidae. Палеарктика, Неарктика, Неотропика.

## Описание
Длина 1—2 мм. Мезосома с короткой переднеспинкой и умеренно длинными мезоскутумом, мезоскутеллумом и проподеумом, последний не крутой; метасома с отчётливым, хотя обычно поперечным петиолем; цвет тела обычно с отчётливым металлическим отблеском; задний край мезоплевр расширен кзади, чётко перекрывая метаплевральный/проподеальный комплекс. Самка брахиптерная или макроптерная; если макроптеровидная, то переднее крыло широко дымчатое или бесцветное. Самец макроптерный; антенна с каждым сегментом жгутика усика, несущим виток длинных волосков. Биология малоизучена, известно что являются паразитоидами личинок двукрылых насекомых из семейства плодовых мушек (Drosophilidae): Spalangiopelta alata паразитоид мушки Scaptomyza flava (Drosophilidae), питающейся на морской горчице (Cakile maritima, Капустные).
Известны ископаемые находки рода Spalangiopelta из доминиканского и балтийского янтарей.

## Систематика
Род Spalangiopelta был впервые описан в 1922 году как монотипический для типового вида S. brachyptera Masi, 1922 (Chalcidoidea). До 2022 года был в составе подсемейства Ceinae из семейства Pteromalidae. В 2022 году в ходе реклассификации птеромалид это крупнейшее семейство хальцидоидных наездников было разделено на 24 семейства и подсемейство Ceinae выделено в отдельное семейство Ceidae.
- Spalangiopelta alata Bouček, 1953 (Западная Палеарктика)
- Spalangiopelta albigena Darling, 1991 (Неарктика, Неотропика)
- Spalangiopelta alboaculeata Darling, 1995 (Западная Палеарктика)[7]
- Spalangiopelta apotherisma Darling & Hanson, 1986 (Неарктика)[8]
- Spalangiopelta brachyptera Masi, 1922 (Западная Палеарктика)[6]
- Spalangiopelta canadensis Darling, 1991 (Неарктика)
- Spalangiopelta ciliata Yoshimoto, 1977 (Неарктика)[9]
- †Spalangiopelta darlingi Moseran de Kamp & Krogmann, 2021 (балтийский янтарь)[5]
- Spalangiopelta dudichi Erdős, 1955 (Западная Палеарктика)
- Spalangiopelta felonia Darling & Hanson, 1986 (Неарктика)[8]
- Spalangiopelta ferrierei (Hedqvist, 1964) (Неотропика)
- †Spalangiopelta georgei Darling, 1997 (доминиканский янтарь)[4]
- Spalangiopelta hiko Darling, 1995 (Восточная Палеарктика: Япония)[7]
- Spalangiopelta laevis Darling, 1991 (Неотропика)
- Spalangiopelta procera Graham, 1966 (Западная Палеарктика)
- Spalangiopelta rameli Mitroiu, 2016 (Западная Палеарктика)[1]
- †Spalangiopelta semialba Moseran de Kamp & Krogmann, 2021 (балтийский янтарь)[5]
- Spalangiopelta viridis Mitroiu, 2016 (Канарские острова)[1]